# 足木優
足木 優（あしき ゆう、8月26日 - ）は最高位戦日本プロ麻雀協会所属の競技麻雀のプロ雀士。新潟県出身。

## 人物
最高位戦日本プロ麻雀協会 第38期前期入会。キャッチフレーズは、「次世代ファンタジスタ」、「麗しのリーチ姫」、「完全感覚手役ドリーマー」。アマチュアも参加できる麻雀大会「Mahalo Cup」や「HAT CUP」を企画、運営している。

## 獲得タイトル
第3回姫ロン杯ダイヤモンドカップ優勝

## 出演

### テレビ
- 女流雀士 プロアマNo.1決定戦 てんパイクイーン（2016年 - 、テレ朝チャンネル2）シーズン2～3に出場